# Stabkirche Nore

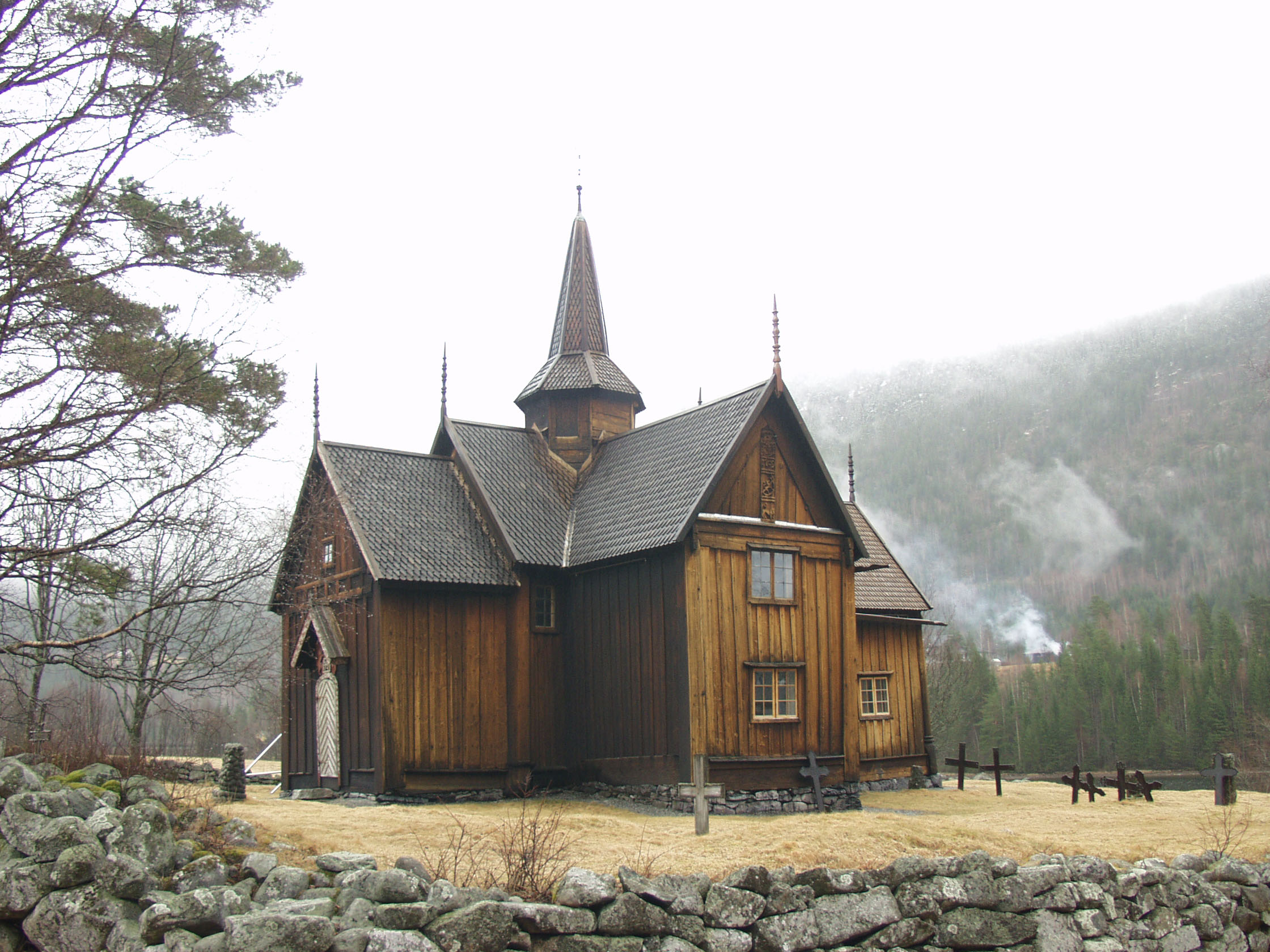
Stabkirche Nore

Die Stabkirche Nore ist eine kreuzförmige Stabkirche des Mittelmasttyps, die ursprünglich als einschiffige Stabkirche gebaut wurde. Sie steht in Nore in der Kommune Nore og Uvdal in Buskerud (Norwegen). Die Entstehung wird auf das Ende des 12. Jahrhunderts datiert. Teile der Konstruktion wurden nach einer Jahresringanalyse auf nach 1167 datiert, aber die Kirche wurde wahrscheinlich einige Jahre später gebaut. Durch Umbauten ist die Kirche nicht original erhalten, sondern hat Prägungen der Renaissance und des Rokokos.
Die Stabkirche hat 150 Plätze und liegt am Fv116 und dem Rv40. Die Kirche gehört heute dem Altertumsverein Fortidsminneforeningen.

## Gebäude
Das rechteckige Kirchenschiff ist in Stabbauweise gebaut. Der Chorraum und die Querschiffe sind in Blockhausbauweise ausgeführt. Die Querschiffe haben abschließende Apsiden und kleine Türme, das Mittelschiff hat einen großen achteckigen Dachreiter. Das Eigentümliche an dieser Stabkirche ist, dass der einschiffige mittelmastige Bau schon im Mittelalter zu einer Kreuzkirche umgebaut wurde. Das ist bei den norwegischen Stabkirchen einmalig.
Der Chor hat die gleiche Breite wie das Schiff. Neben einem Süd- und einem Nordquerhaus gibt es eine Vorhalle, das so genannte våpenhus (norwegisch=Waffenhaus). Hier wurden früher die Waffen vor dem Gottesdienst abgelegt.
Es gab eine Reihe großer Umbauten. 1709 und 1714 wurden die Seitenschiffe umgebaut, der Chor wurde bereits 1683 ausgebaut. Die Kirche bekam das våpenhus 1723 und in der Mitte des 18. Jahrhunderts wurde die Sakristei gebaut.